# Eugène Soubeiran
Pour les articles homonymes, voir Soubeiran.
Eugène Soubeiran (1797-1858) est un pharmacien français.

## Biographie
D'origine cévenole, professeur adjoint de physique de l'École de pharmacie de Paris, pharmacien à l'Hôpital de la Salpêtrière, directeur des Hôpitaux et Hospices de Paris. Inventeur du chloroforme avec deux autres chercheurs, Soubeiran a été le premier à publier ses conclusions, mais il est difficile de déterminer qui a été le premier véritable découvreur. Thèse sur la nature chimique de la crème de tartre soluble par l'acide borique. Découvrit le cubèbe. Gendre de Louis-Augustin Bosc d'Antic. Membre de la Société de Pharmacie de Paris, il en fut le Président en 1840 et 1857 et le Secrétaire général de 1840 à 1855.

## Œuvres
- Manuel de pharmacie théorique et pratique, 1826
- Nouveau traité de pharmacie théorique; six éditions., tome 2
- Précis élémentaire de physique, 1842-1844
- Notice sur la fabrication des eaux minérales artificielles Par Eugène Soubeiran,Fortin, Masson et Cie (París)
- ses cours numérisés  / BIUP